# Quận Chattooga, Georgia
Quận Chattooga là một quận trong tiểu bang Georgia, Hoa Kỳ. Quận lỵ đóng ở thành phố Summerville 6. Theo điều tra dân số năm 2010 của Cục điều tra dân số Hoa Kỳ, quận có dân số 26015 người 2.